# Epidemia dospassosi
Epidemia dospassosi är en fjärilsart som beskrevs av Mcdunnough 1940. Epidemia dospassosi ingår i släktet Epidemia och familjen juvelvingar. Inga underarter finns listade i Catalogue of Life.